# Space Taxi
Bei Space Taxi handelt es sich um ein Computerspiel für den Commodore 64. Es wurde von John F. Kutcher programmiert und 1984 von Muse Software herausgebracht.

## Handlung
Es handelt sich um ein Actionspiel, bei dem man ein fliegendes Taxi steuern muss. In 24 verschiedenen Level, welche für die 24 Stunden eines Tages stehen, muss man Fahrgäste von einem Ort zum nächsten befördern. Die Schwierigkeit besteht darin, das Taxi an den zahlreichen und teilweise beweglichen Hindernissen vorbeizusteuern ohne sie zu berühren. Stößt man mit einem Objekt zusammen oder geht dem Taxi der Treibstoff aus, so verliert man ein Leben.
In jedem Level befindet sich eine Anzahl von Plattformen. Nach dem Zufallsprinzip erscheint auf einer der Plattformen ein Kunde, welcher zu einer anderen Plattform gebracht werden will („Hey taxi!“). Zu diesem Zweck muss man das Taxi zur Plattform mit dem Kunden manövrieren und kurz vor dem Aufsetzen das Fahrwerk ausfahren. Nachdem der Fahrgast eingestiegen ist, muss man ihn zur gewünschten Plattform fliegen (z. B. „Pad one please“). Je zügiger einem dies gelingt, desto höher fällt das Trinkgeld aus. Mit dem Geld kann man das Taxi an Tankstellen, welche in vielen Level vorhanden sind, wieder mit Treibstoff befüllen.
Nach einer bestimmten Anzahl von bedienten Fahrgästen wünscht der nächste Gast, aus dem Level herausgeflogen zu werden („Up please“). Eine Schleuse am oberen Bildschirmrand öffnet sich, durch die man zum nächsten Level respektive zur nächsten Stunde des Tages gelangt. Im 24-Stunden-Spielmodus beginnt das Spiel um 1:00 morgens mit dem einfachsten Level namens „Short'n Sweet“ und endet um 24:00 abends mit dem schwierigen Level „On the Move“, bei dem sich alle Plattformen hin- und herbewegen. Man kann sich jedoch auch auf die Level einer bestimmten Schwierigkeitsstufe beschränken oder die 24 Level in zufälliger Reihenfolge absolvieren.
Jedes Level hat sein eigenes Thema und seine eigenen Hindernisse. In einem Level muss man Schneeflocken ausweichen, im nächsten interferieren Radiosender mit der Steuerung des Taxis und im dritten muss man sich der Anziehungskraft eines Schwarzen Loches erwehren.
Gerade durch seine für die damalige Zeit revolutionäre Sprachausgabe erlangte das Spiel bald Kultstatus. Zu den gesprochenen Sätzen gehören u. a. „Hey taxi!“, „Thanks“ und „Up please“. Diese werden zudem in verschiedenen Stimmlagen gesprochen, sodass man das Gefühl hatte, es mit unterschiedlichen Fahrgästen zu tun zu haben.

## Levels
Space Taxi beinhaltet 24 reguläre Ebenen, die folgend aufgeführt werden:
Neben dem Namen wird auch die Anzahl der Plattformen (Pads) angegeben, ein F steht für eine Tankplattform. Besonderheiten bezeichnen spezielle Hindernisse oder veränderte physische Eigenschaften.
| Nr.           | Name               | Pads          | Besonderheiten                                        |
| Morning Shift | Morning Shift      | Morning Shift | Morning Shift                                         |
| ------------- | ------------------ | ------------- | ----------------------------------------------------- |
| 1             | Short -n- Sweet    | 1             |                                                       |
| 2             | The Beach          | 3             |                                                       |
| 3             | Skyscrapers        | 5             |                                                       |
| 4             | Taxi Trainer       | 9+F           |                                                       |
| 5             | Beanstalk          | 1–9           | Mit wachsender Bohnenstange steigende Anzahl an Pads  |
| 6             | Taxi Pong          | 3             | Ping-Pong-Ball                                        |
| 7             | Teleports          | 5             | Teleporter führen durch verschlossene Räume           |
| 8             | Puzzler            | 5             | Durch div. Schalter öffnen sich Schranken             |
| Day Shift     |                    |               |                                                       |
| 9             | Crossfire          | 7             | Beschuss durch Kanonen                                |
| 10            | Shooting Stars     | 5+F           | Sterne fallen herab                                   |
| 11            | Magnets            | 5             | Magnete ziehen Taxi nach oben                         |
| 12            | Black Hole         | 5             | Anziehung zum Zentrum durch Schwarzes Loch            |
| 13            | Turbo-Charged Taxi | 9+F           | Größerer Schub des Taxis                              |
| 14            | Space Mines        | 7+F           | Bereich zwischen Punkten unpassierbar                 |
| 15            | Electroids         | 1             | Durch Lücken in elektromagnet. Strahlen fliegen       |
| 16            | Blizzard           | 3             | Fallende Schneeflocken, Wind aus wechselnder Richtung |
| Night Shift   |                    |               |                                                       |
| 17            | Interference       | 7+F           | Steuerung durch Radiosender gestört                   |
| 18            | Taxi Maze          | 1             | Irrgarten                                             |
| 19            | The Switch         | 5             | Steuerungsrichtungen vertauscht                       |
| 20            | Fast Break         | 7+F           | Hohe Geschwindigkeit nötig, um Schranke zu passieren  |
| 21            | Rebound            | 5             | Veränderung der Bewegungsrichtung durch Geschosse     |
| 22            | Shift-o-Rama       | 7             | Hindernis aus Schichten mit entgegenläufigen Lücken   |
| 23            | Lasers             | 3             | Laserschranken sind nur kurzzeitig offen              |
| 24            | On The Move        | 7+F           | Pads bewegen sich und versperren Durchgänge           |

### Geheimmenü
Gelingt es, alle 24 Level an einem Stück zu absolvieren, so gelangt man in einen geheimen 25. Level. In diesem „Secret Screen“ wird man mit „Welcome to… MUSEWORLD“ begrüßt und auf den drei Plattformen erscheinen drei Hindernisse, die sich auf weitere Spiele von Muse Software beziehen. So stehen dort ein Krankenwagen für Rescue Squad (ebenfalls John F. Kutcher, 1983), ein Soldat mit Hakenkreuz für Castle Wolfenstein (Silias S. Warner, 1983) und ein schießender Roboter auf RobotWar (Silias S. Warner, 1981 auf dem Apple II erschienen).
Am unteren Bildschirmrand steht das eigentliche Geheimnis: “Eat the pie until a „fire“ glows, then go up until it stops, touch a star and you’ll see the Secret Menu!!!”. Die hier fett dargestellten Textstellen sind im Spiel durch eine andere Farbe hervorgehoben und geben den Schlüssel, um das „Geheimmenü“ zu öffnen:
Dazu muss man sich zunächst zum Einleitungsbildschirm begeben (im Startbildschirm Joystick nach unten drücken) und die Tasten, auf die sich die hervorgehobenen Textstellen des „Secret Menu“ beziehen, drücken: Zunächst die π-Taste (gab es auf dem C64, bei Emulatoren Kombination Umschalt+Entfernen benutzen) sooft, bis das Wort „fire“ in der untersten Zeile die Farbe wechselt (“… until a „fire“ glows…”). Dann die ↑-Taste (damit ist nicht die Cursor-Taste gemeint, bei Emulatoren Entfernen verwenden), bis die Farbe wieder schwarz ist und zuletzt die *-Taste.
Es erscheint nun das „Secret Menu“ mit folgenden Optionen:
- Eigenes Demo erstellen
- Spritekollisionen ausschalten
- manuelle Levelauswahl bei zufälliger Reihenfolge (Random shift)
- Informationen zum Programmierer.

## Portierungen und Nachfolger
Von Andreas Spreen erschien eine Portierung von Space Taxi für den Amiga. Diese Version hatte jedoch andere Level und wich auch in einigen anderen Punkten vom Original ab. Elmsoft brachte 1987 eine Version für den Amstrad CPC heraus.
Mit Space Taxi 2 brachte Twilight Games 2004 einen offiziellen, autorisierten Nachfolger heraus.
Daneben erschienen und erscheinen, bedingt durch den Kultstatus des Spiels, eine unüberschaubare Anzahl von inoffiziellen Klonen, deren Spielprinzip an das des Originals angelehnt ist. Beispiele für solche Klone findet man auf Egyptian Space Taxi oder Space Pizza, dort wurden jeweils Space-Taxi-Varianten als Flash-Online-Spiel entwickelt.
Auf Smartphones erschien bisher auf Windows Phone das Remake Sketch Taxi, welches vorerst die ersten acht Levels beinhaltet. Sketch Taxi wurde 2012 von Vernal Equinox veröffentlicht. Der Name des Spiels erinnert an den Sketch-Stil der Grafik, welche liebevoll und cartoonartig umgesetzt ist. An Neuerungen bietet das Spiel, dass Levels – einmal freigeschaltet – frei gewählt werden können sowie mehrere Achievements, welche der Spieler erreichen kann. Ansonsten hält sich Sketch Taxi sowohl vom Leveldesign als auch vom Spielablauf an das Original.